# Stadion Borča
Stadion Borča je stadion u Beogradu, u Srbiji. Najčešće se koristi za nogometne utakmice, pa na njemu svoje domaće utakmice igra BSK Borča. 

## Povijest
Stadion se na sadašnjem mjestu nalazi od 1937., iako je tek 1990-ih izgrađena prva, zapadna tribina. Na nju su 2007. dodane sjedalice. 2009. je počela izgradnja nove zapadne tribine koja je otvorena 16. rujna 2011. Istovremeno je bio postavljen i semafor. U planu je izgradnja 3 nove tribine, čime bi stadion primao oko 8.000 gledatelja.